# HyperOS
HyperOS, früher MIUI (von Mobile Internet User Interface, ausgesprochen wie „Me You I“), ist ein auf Android basierendes Betriebssystem der Firma Xiaomi.
Bis auf die Mi A-Serie haben alle von Xiaomi verkauften Smartphones HyperOS bzw. MIUI als Betriebssystem vorinstalliert. Zuletzt wurde HyperOS 2 vorgestellt. MIUI nennt sich seit 2023 HyperOS. HyperOS erinnert sehr stark an MIUI.

## Geschichte
Die erste Version basierte auf Android 2.2x Froyo und ist am 16. August 2010 auf Chinesisch erschienen. Zunächst nur für wenige Geräte und kurz darauf noch für einige andere Android-Geräte, hat sich diese Custom-ROM schnell verbreitet, woraus sich eine große Community entwickelte. Am 16. August 2011 erschien Xiaomis erstes eigenes Smartphone, das Mi 1. Mit zunehmend Smartphones aus eigener Produktion stellte Xiaomi die Entwicklung dieses mobilen Betriebssystems nach und nach für andere Smartphones ein. Anfangs wurde MIUI oft kritisiert, weil die Ähnlichkeit zu iOS und Samsungs TouchWiz groß war. Nach einigen Monaten hatte MIUI mehr als eine Million Benutzer. Seit MIUI 4, welches auf Android Icecream Sandwich und Jelly Bean basierte, hat Xiaomi eine eigene Antivirus-Engine eingebunden. Diese wurde von dem Tech-Partner Tencent (wo zuvor ebenfalls Lei Jun CEO war) entwickelt. Schnell wurden Methoden im chinesischen Mi-Forum veröffentlicht, um diese zu entfernen, da sie von den meisten Nutzern als nicht sinnvoll betrachtet wurde. Am 10. Mai 2016 verkündete Xiaomi, dass die MIUI-ROM weltweit über 200 Millionen Benutzer hat und über 340 Geräte unterstützt.

## MIUI und Google Play Dienste
Aufgrund von staatlichen Vorgaben, denen Google in China nicht nachkommt, blockiert die chinesische Regierung den Zugriff auf Google-Dienste. In MIUI 4 begann Xiaomi damit, die Google-Dienste aus dem System zu entfernen. Jedoch hat Xiaomi sein Betriebssystem außerhalb Chinas erweitert, so haben MIUI-Versionen für Xiaomi-Geräte außerhalb von China (z. B. in Hongkong, Taiwan, Indien, Singapur, Malaysia und Indonesien) Google-Play-Dienste und Google-Apps wie Google Mail und Google Maps vorinstalliert. Um aber Gewinne in China in diesem Bereich zu erzielen, hat Xiaomi seine eigenen Dienste gestartet, wie zum Beispiel einen eigenen Cloud Dienst; MiPay, um darüber die Themes und Spiele bezahlen zu können. Mit der Weiterentwicklung von MIUI 5 wurden dann nahezu alle Google-Dienste aus der chinesischen MIUI-ROM-Version entfernt. MIUI-Global-Versionen außerhalb Chinas sind von Google zertifiziert.

## Versionsgeschichte

### MIUI
| Version | Android-Version | Erscheinungs- datum | letzte Hauptversion | Datum der letzten Version | wesentliche Änderungen |
| --- | --------------- | ------------------- | ------------------- | ------------------------- | --- |
| MIUI 1 | bis 2.2.x       | 16. August 2010     | —                   | —                         | - Erstversion |
| MIUI 2 | bis 2.2.x       | 16. August 2011     | —                   | —                         | - Neu gestaltete Benutzerschnittstelle |
| MIUI 3 | 2.3             | 20. April 2012      | 3.2.22              | 22. Februar 2013          | - Neu gestaltete Benutzerschnittstelle |
| MIUI 4 | 4.0.x – 4.1.x   | 9. April 2013       | 4.12.5              | 5. Dezember 2014          | - Hinzufügen einer Anti-Virus-Anwendung |
| MIUI 5 | 4.1.x – 4.4.x   | 16. August 2014     | 5.8.6               | 6. August 2015            | - Alle Google-Dienste wurden von der chinesischen Version entfernt |
| MIUI 6 | 4.4.x – 5.0.2   | 24. August 2015     | 6.5.26              | 26. Mai 2016              | - Neu gestaltete Benutzerschnittstelle |
| MIUI 7 | 4.4.4 – 5.1.1   | —                   | —                   | —                         | - Neu gestaltete Benutzerschnittstelle |
| MIUI 8 | 4.4.4 – 7.1.1   | 16. Juni 2016       | 8.1.x               | 19. Januar 2017           | - Neu gestaltete Benutzerschnittstelle |
| MIUI 9 | 4.4 – 8.1       | August 2017         | 9.6.x.x             |                           | |
| MIUI 10 | 6.0 – 9         | September 2018      | 10.3.x.x            |                           | - Neu gestaltete Benutzerschnittstelle - Gestensteuerung - Performance-Verbesserungen |
| MIUI 11 | 7.1.2 – 10      | Oktober 2019        |                     |                           | - Neu gestaltete Benutzerschnittstelle - Mehr Einstellmöglichkeiten für Always-On-Display - Übertragung des Display-Inhaltes auf externe Displays - Überarbeiteter Batteriesparmodus - Android 10 wird auf vielen Geräten erst mit MIUI 11.1 ausgeliefert |
| MIUI 12/12.5 | 9 – 12          | 27. April 2020      | 12.5.14.0           |                           | - Systemweiter Dark Mode - Neu gestaltete Benutzerschnittstelle - Super Wallpaper - Floating Windows |
| MIUI 13 | 11 – 14         | 28. Dezember 2021   | 13.2.6.0            |                           | - Kleinere Änderungen an der Benutzeroberfläche - Neue Widgets - Neuer einhändiger Modus von Android 12 - Neu gestaltete App-Verwaltung - Neue Schriftart Mi Sans (nur China) - Umgestaltetes Kontrollzentrum - Neue Live-Hintergrundbilder - Neue Seitenleiste (nur Telefone) - Neu gestaltete Spiele-Turbo- und Video-Toolbox - Verbessertes Multitasking auf Tablets - Neuer Mi Smart Hub (nur China) - Neu gestaltete Notizen-App - Verbesserte Animationen für den Fingerabdruck - Verbesserter MIUI Launcher |
| MIUI 14 | 12 – 14         | 11. Dezember 2022   | 14.1.10.0           |                           | - Android 11 wird nicht weiter unterstützt - Kleinere Änderungen an der Benutzeroberfläche - Neue Widgets - Neue Hintergrundbilder - Super-Symbole (nur China) - Haustiere und Tiere (nur in China) - Photon-Engine - Razor-Projekt - Neue Familienfreigabefunktionen - MIUI-Verbindung |
| Legende:Ältere Version; nicht mehr unterstütztÄltere Version; noch unterstütztAktuelle VersionAktuelle VorabversionZukünftige Version |                 |                     |                     |                           | |

### HyperOS
| Version | Android-Version | Erscheinungs- datum | letzte Hauptversion | Datum der letzten Version | wesentliche Änderungen |
| --- | --------------- | ------------------- | ------------------- | ------------------------- | ---------------------- |
| HyperOS 1 | 13–14           | 26. Oktober 2023    | –                   | –                         | –                      |
| HyperOS 2 | 14–15           | 20. Oktober 2024    | –                   | –                         | –                      |
| Legende:Ältere Version; nicht mehr unterstütztÄltere Version; noch unterstütztAktuelle VersionAktuelle VorabversionZukünftige Version |                 |                     |                     |                           |                        |

## Lizenzverletzungen
Da Xiaomi keine Quellcodes für den in den Produkten verwendeten Linux-Kernel bereitstellen wollte, verstieß der Hersteller gegen dessen Lizenzbestimmungen (GPL). In einer Petition wurde die Herausgabe des Quellcodes für den Kernel und einige Teile der MIUI-Firmware gefordert. Laut einer Ankündigung im September 2013 wollte Xiaomi den Quellcode der Kernel seiner Mi-Smartphones veröffentlichen. Umgesetzt wurde dies im März 2015.

## HyperOS
HyperOS wurde mit dem Xiaomi 14 vorgestellt und ist in Europa auf dem Xiaomi 14 und 14 Ultra vorinstalliert. Global hingegen war das erste Smartphone mit HyperOS das POCO X6 Pro. Die Xiaomi Watch S3 hat ebenfalls das neue Betriebssystem vorinstalliert, und das Elektroauto Xiaomi SU7 soll es auch erhalten. Das Motto des neuen Betriebssystems ist „Mensch x Auto x Zuhause“.
Zudem soll es weniger Hardware-Ressourcen nutzen, wodurch es effizienter sei und weniger Energie verbrauche. Das System nimmt nun 9 GB statt der ursprünglichen 13 GB ein, erinnert aber immer noch stark an MIUI. Es ähnelt zudem stark Apples iOS. Kleinigkeiten wie die Animationen wurden verbessert.
Neben der Optimierung ist ein weiterer wichtiger Punkt die Verbindung bzw. Vernetzung der einzelnen Xiaomi-Geräte, sodass diese besser miteinander interagieren. Mit dem Xiaomi Smart Hub soll man „Geräte und Gerätestatus der umliegenden Netzwerke in Echtzeit anzeigen und aktiv steuern“ können. So soll man beispielsweise mit dem Tablet sein Smartphone steuern können.
Außerdem soll vermehrt KI eingesetzt werden, um Bedürfnisse des Nutzers zu verstehen und nach ihnen zu handeln.